# Ehrenfried Kluckert
Ehrenfried Kluckert (* 8. Dezember 1944 in Neustrelitz) ist ein deutscher Kunsthistoriker.

## Leben
Nach dem Abitur am St. Georg-Gymnasium in Hamburg 1965 studierte Ehrenfried Kluckert zunächst ab dem Wintersemester 1965/66 Kunstgeschichte und Germanistik an der Universität Hamburg, seit dem Wintersemester 1966/67 dann an der Eberhard-Karls-Universität Tübingen und ergänzte sein Studium durch das Fach Philosophie. In Tübingen promovierte er 1971 bei Wilhelm Boeck. Nach Lehrtätigkeit im Bereich der Kunstpädagogik an der Universität Gießen und der Pädagogischen Hochschule Reutlingen (bis 1980) arbeitet er seither als freier Autor zahlreicher Arbeiten zur baden-württembergischen Kunstgeschichte und Literaturwissenschaft sowie Reiseführern und Ausstellungskatalogen.

## Schriften (Auswahl)
- Die Erzählformen des spätmittelalterlichen Simultanbildes. Dissertation Universität Tübingen 1971 (1974).
- Zur Baugeschichte der Bronnweiler Marienkirche. In: Schwäbische Heimat, Bd. 31 (1980), S. 246–258.
- Kunstführung und Reiseleitung. Methodik und Didaktik. Meiners, Oettingen 1981, ISBN 3-87523-000-0.
- Rembrandt neben der Honigpumpe. Von der Themenvielfalt der Kunst. Ed. Domberger, Pliezhausen 1982, ISBN 3-922646-06-9.
- Tübingen und das Ammertal. Ein schwäbisches Arkadien. Texte-Verlag, Tübingen 1983, ISBN 3-88213-025-3.
- Württemberg-Hohenzollern. Kunst und Kultur zwischen Schwarzwald, Donautal und Hohenloher Land. DuMont, Köln 1985, ISBN 3-7701-1601-1 (4. Aufl. 1990).
- (mit Gabriele Steckmeister): Reise um die Welt. Prestel, München 1986, ISBN 3-7913-0726-6.
- Heinrich Schickhardt als Wasserbauingenieur. Donzelli-Kluckert, Rottenburg-Bieringen 1987.
- Durchs Himmelreich im Neckartal. Wege zwischen Horb und Rottenburg. Donzelli-Kluckert, Bierlingen 1990, ISBN 3-9801521-4-6.
- (mit Daniela Donzelli-Kluckert): Computer und geisteswissenschaftliche Forschung. Alltag; Themen, Motive, Symbole. Wissenschaftliche Buchgesellschaft, Darmstadt 1990, ISBN 3-534-80045-1.
- Peter Jakob Schober. Monographie mit Werkverzeichnis. Theiss, Stuttgart 1990, ISBN 3-8062-0850-6.
- Heinrich Schickhardt. Architekt und Ingenieur. Eine Monographie (= Herrenberger historische Schriften. Bd. 4). Herrenberg 1992, ISBN 3-926809-04-3.
- Heinrich Schickhardt in Tübingen (= Tübinger Kataloge, Nr. 35). Kulturamt/Universitätsstadt Tübingen 1992.
- Neapel, Kampanien. Artemis & Winkler, München 1993, ISBN 3-7608-0823-9.
- (mit Daniela Donzelli-Kluckert): Südschwarzwald & Markgräflerland. Artemis Limes, München 1995, ISBN 3-8090-0844-3.
- Im Gäu. Durch das Land der lachenden Dörfer. Theiss, Stuttgart 1996, ISBN 3-8062-1271-6.
- Vom heiligen Hain zur Postmoderne. Eine Kunstgeschichte Baden-Württembergs. Theiss, Stuttgart 1996, ISBN 3-8062-1211-2.
- Neckarreise. Biographie einer Kulturlandschaft. DVA, Stuttgart 1999, ISBN 3-421-05144-5.
- Gartenkunst in Europa. Von der Antike bis zur Gegenwart. Könemann, Köln 2000, ISBN 3-8290-6495-0.
- Reise nach Mömpelgard. Kulturgeschichtliche Streifzüge ins schwäbische Frankreich. DVA, Stuttgart 2001, ISBN 3-421-05471-1.
- Heilige Räume. DuMont, Köln 2002, ISBN 3-8321-7185-1.
- Eduard Mörike. Sein Leben und Werk. DuMont, Köln 2004, ISBN 3-8321-7846-5.
- Schiller. DuMont, Köln 2004, ISBN 3-8321-7623-3.
- Chorgebet und Handelsmesse. Vom Alltag in den gotischen Kathedralen. Herder, Freiburg im Breisgau 2006, ISBN 3-451-05613-5.
- Mythen und Sagen. DuMont, Köln 2006, ISBN 3-8321-7663-2.
- Die Kasseler Gärten. Raffinierte Perspektiven. Hirmer, München 2007, ISBN 978-3-7774-3435-3.
- "Das alte stürzt, es ändert sich die Zeit". Ein Tag im Leben des Friedrich Schiller ; ein biografisches Porträt. Herder, Freiburg im Breisgau 2009, ISBN 978-3-451-29998-8.